# Mortagne-au-Perche
Mortagne-au-Perche (pronunciado /mɔʁtaɲ‿opɛʁʃ/ (escucharⓘ)) es una comuna francesa del sur del departamento del Orne en la región de la Baja Normandía. Está inscrito en la lista de Les plus beaux villages de France.

## Demografía
| 3 909 | 4 322 | 4 877 | 4 851 | 4 584 | 4 513 |
| Para los censos de 1962 a 1999 la población legal corresponde a la población sin duplicidades (Fuente: INSEE [Consultar]) |       |       |       |       |       |